# Säkerhetspolisen
La Säkerhetspolisen (SÄPO), letteralmente Polizia di Sicurezza, fino al 1989 chiamata Rikspolisstyrelsens säkerhetsavdelning (RPS/Säk), è un ramo dei servizi segreti svedesi, che si occupa di controspionaggio, antiterrorismo, protezione della Costituzione e di soggetti sensibili, quali personalità reali e del corpo diplomatico.
Le operazioni di intelligence militare sono invece deputate al Militära underrättelse- och säkerhetstjänsten, il servizio d'informazioni e sicurezza militare, o agenzie separate.